# Solpugyla katangana
Solpugyla katangana är en spindeldjursart som beskrevs av Roewer 1933. Solpugyla katangana ingår i släktet Solpugyla och familjen Solpugidae. Inga underarter finns listade i Catalogue of Life.